# 保利諾·艾簡達拿
保利諾·艾簡達拿·里斯塔拉（西班牙語：Paulino Alcántara Riestrá，1896年10月7日—1964年2月13日）是西班牙裔菲律賓人足球運動員和足球經理，司職前鋒。他的職業足球員生涯大部分時間在西甲球會巴塞隆拿度過，另外他曾經代表過加泰羅尼亞、菲律賓和西班牙三國出賽。
艾簡達拿於15歲在巴塞羅拿首次亮相，並創下當時球會最年輕的上陣球員。據統計他在巴塞羅拿的357場正式及友誼賽中攻入369球（有關紀錄不獲西班牙足球組織官方認可但獲巴塞羅拿官方認可），保持球會累積入球紀錄達87年，直至2014年由阿根廷球員美斯打破。在1927年退役後成為了一名醫生，他在1931年至1934年擔任球會總監。1951年，艾簡達拿擔任西班牙國家隊領隊。

## 球會生涯

### 早年時期
艾簡達拿出生於當時仍屬於西班牙殖民地的菲律賓伊洛伊洛省康塞普西翁市（Concepcion），他的父親是一位西班牙軍官，母親則是菲律賓人。 艾簡達拿三歲時全家被迫遷回西班牙巴塞罗那，同時正是胡安·甘伯成立巴塞罗那足球俱乐部，艾簡達拿年幼時在FC Galeno效力時，胡安·甘伯發現艾簡達拿的足球天賦而邀請加入巴塞罗那青訓學院，1912年2月25日，年僅15歲4個月零18天的艾簡達拿在一場加泰羅尼亞盃迎戰Catalá SC上陣，他亦在這場處子戰大演帽子戲法，成為當時巴塞罗那一線隊最年青的入球球員，目前巴塞罗那官方紀錄仍未有人打破該紀錄。效力球會早年期間，他的隊友包括弗朗西斯科·布魯·桑茲（Francisco Bru Sanz），傑克·格林威爾（Jack Greenwell）和羅曼·福恩斯（Roma Forns）。 他協助球會在1913年贏得西班牙盃和加泰羅尼亞聯賽冠軍，1916年再贏得加泰羅尼亞聯賽冠軍。

### 波希米亞體育會
1916年，艾簡達拿隨他的父母返回菲律賓，他返回菲律賓後開始一邊學醫，一邊為波希米亞體育會踢球。儘管之前艾簡達拿曾經代表過加泰羅尼亞國家隊上陣，但他回歸菲律賓第二年入選菲律賓國家隊，並參加1917年日本東京舉辦的遠東運動會。在當屆遠東運動會菲律賓曾以15比2大勝主辦國日本，菲律賓殺入決賽對中華民國，決賽中一度被中華民國攻入三球後爆發衝突而比賽被迫腰斬，菲律賓被迫獲得亞軍。1917年艾簡達拿遭遇患上瘧疾，同時巴塞羅拿希望艾簡達拿病愈後返回西班牙，從而巴塞羅拿與他的父母展開一場拉鋸戰，其父母以完成學業理由拒絕返回西班牙，艾簡達拿最終決定以拒絕服用治療瘧疾藥物來抗衡，直至1918年艾簡達拿終於返回巴塞羅拿效力。

### 重返巴塞羅拿
回歸巴塞羅拿後，當時領隊傑克·格林威爾（Jack Greenwell）曾經意外地將艾簡達拿調後擔任後衛，而艾簡達拿矮小瘦削的身形並沒有在後場取得成功，從而使他回到前線。 1919年艾簡達拿協助球隊奪得加泰隆尼亞聯賽冠軍，同年殺入西班牙盃決賽不敵格喬阿雷納斯屈居亞軍。1919年4月13日，在一場巴塞羅拿對皇家蘇斯達的比賽中，艾簡達拿的一次射門被一名警員阻擋，連皮球帶人一同滾進龍門內。 翌年巴塞羅拿順利連奪加泰隆尼亞聯賽及西班牙盃冠軍，他在西班牙盃決賽攻入一球擊敗畢爾包。在他的帶領下球隊進入第一個黃金時代統治西班牙球壇，在艾簡達拿效力巴塞羅拿的九年間，奪得10次加泰隆尼亞聯賽冠軍及5次西班牙盃冠軍，他在1920年、192年及1926年西班牙盃決賽均有入球。1927年，31歲的艾簡達拿宣佈掛靴，他在巴塞羅拿上陣357場攻入369球，雖然這些入球紀錄缺乏文件證明而往後不獲西班牙球壇組織官方認可，但卻得到巴塞羅拿官方認可。艾簡達拿所保持的球會累積總入球紀錄達87年，於2014年3月16日由阿根廷球員美斯打破。

## 國際賽生涯
艾簡達拿於1915年在加泰羅尼亞國家隊首次亮相，在1924年他參加至少六場比賽，並為球隊打入了至少四個進球。1917年他入選菲律賓國家隊，並參加1917年日本東京舉辦的遠東運動會，在當屆遠東運動會菲律賓曾以15比2大勝主辦國日本，是目前菲律賓在國際足球比賽中的最大勝利。
1921年10月7日他首次代表西班牙亞國家隊亮相迎戰比利時，25歲的他打進兩個進球擊敗對手。1922年，他在西班牙對法國的比賽中，以一腳30碼勁得直接將球破網，被暱稱為“ El Rompe Redes”或“ Trencaxarxes”（球網破壞者）。在1921年至1927年間，他出場五次，為西班牙打進六球。

## 退休
31歲的艾簡達拿於1927年7月3日退休隨後成為一位醫生。後來，他在1931年至1934年之間擔任球會總監。1951年，艾簡達拿和費利克斯·奎薩達（Félix Quesada）和路易斯·伊斯塔（Luís Iceta）一同成為西班牙國家隊領隊，曾帶領球隊迎戰瑞士、比利時和瑞典。

## 西班牙內戰
1930年代，艾簡達拿曾為弗朗西斯科·佛朗哥所領導西班牙長槍黨的組織成員，後期他被任命為意大利志願部隊「黑箭」（Frecce Nere）中尉，並被派去支援佛朗哥和他的叛軍，主要集中在在瓜達拉哈拉、阿拉貢和加泰羅尼亞的戰線服役。經過三年的殘酷戰爭，佛朗哥自此開始了對西班牙的獨裁統治，並且採用鐵腕政策。在西班牙國期間，他曾經擔任傳統主義西班牙國家工團主義進攻委員會方陣的負責人。

## 榮譽
巴塞隆拿
- 比利牛斯盃 (2)：1912, 1913
- 西班牙盃 (5)：1913, 1920, 1922, 1925, 1926
- 加泰羅尼亞聯賽 (10)：1913, 1916, 1919, 1920, 1921, 1922, 1924, 1925, 1926, 1927

波希米亞體育會
- 菲律賓錦標賽 (2)：1917, 1918